# Seznam avstralskih igralcev
Seznam avstralskih igralcev.

## A
- Abigail

## B
- Simon Baker
- Elspeth Ballantyne
- Eric Bana
- Ray Barrett
- Steve Bisley
- Wayne Blair
- Julia Blake
- Cate Blanchett
- Claudia Black
- John Bluthal
- Bille Brown
- Bryan Brown
- Emily Browning
- Josephine Byrnes

## C
- Gia Carides
- Zoe Carides
- Rebecca Cartwright
- Michael Caton
- Nick Cave
- Gordon Chater
- Santo Cilauro
- Andrew Clarke
- John Clarke
- Toni Collette
- Clyde Cook
- Jai Courtney
- Linda Cropper
- Russell Crowe

## D
- David Dalaithngu
- Judy Davis
- Elizabeth Debicki
- Ernie Dingo
- Carmen Duncan

## E
- Joel Edgerton
- Gigi Edgley
- Alice Englert

## F
- Janet Fielding
- Peter Finch
- Errol Flynn
- Colin Friels

## G
- Rebecca Gibney
- Mel Gibson
- Tom Gleisner
- Rachel Griffiths
- David Gulpilil

## H
- Rolf Harris
- Chris Hemsworth
- Liam Hemsworth
- Lisa Hensley
- Damon Herriman
- Virginia Hey
- Raelee Hill
- Paul Hogan
- P. J. Hogan
- Craig Horner
- Wendy Hughes
- Barry Humphries

## I
- Steve Irwin

## J
- Hugh Jackman
- Mark Jacko Jackson
- Clive James
- Melita Jurisic

## K
- Adelaide Kane
- Jane Kennedy
- Nicole Kidman
- Christopher Kirby
- Maggie Kirkpatrick
- Alwyn Kurts

## L
- Anthony LaPaglia
- Jonathan LaPaglia
- George Lazenby
- Heath Ledger
- Victoria Longley

## M
- Tammy MacIntosh
- Costas Mandylor
- Kyal Marsh
- Ray Martin
- Mackenzie Mazur
- Catherine McClements
- Lisa McCune
- Stephanie McIntosh
- Jacqueline McKenzie
- Leo McKern
- Angus McLaren
- John Meillon
- Kate Miller-Heidke
- Keith Michell
- Luke Mitchell
- Radha Mitchell
- Amy Mizzi
- Dacre Montgomery
- Poppy Montgomery
- Helen Morse
- Tharini Mudaliar
- Callan Mulvey

## N
- Sam Neill
- Olivia Newton-John
- Trisha Noble

## O
- Merle Oberon
- Peter O'Brien
- Francijas O'Connor
- Barry Otto
- Miranda Otto

## P
- Georgie Parker
- Matt Passmore
- Michael Pate
- Guy Pearce
- Thaao Penghlis
- Mike Preston

## R
- Chips Rafferty
- Ron Randell
- Miranda Richardson
- Margot Robbie
- Nicholas Rogers
- Chai Romruen
- Portia de Rossi
- Johnny Ruffo
- Geoffrey Rush

## S
- Greta Scacchi
- Jeremy Simms
- Rob Sitch
- Troye Sivan
- Jesse Spencer
- Rick Springfield
- Sullivan Stapleton
- Esben Storm
- Tammin Sursok

## T
- Rod Taylor
- Erik Thomson
- Jack Thompson
- Brenton Thwaites
- Charles Tingwell
- Sigrid Thornton
- Anna Torv

## V
- Chris Vance

## W
- Rachel Ward
- Mia Wasikowska
- Naomi Watts
- Hugo Weaving
- David Wenham
- Peta Wilson
- Andy Whitfield
- Kym Wilson
- Sarah Wynter